# Robinson Chalapud Gómez
Robinson Chalapud Gómez   (Ipiales, 8 de març de 1984) és un ciclista colombià, professional des del 2007. En el seu palmarès destaca el Campionat nacional en ruta de 2015, la Volta al llac Qinghai del 2019 i la Volta a l'Equador del 2022 i 2023.

## Palmarès
- 2003
  - Vencedor d'una etapa a la Volta a Boyacá
- 2008
  - Vencedor d'una etapa a la Volta a Boyacá
- 2010
  - Vencedor d'una etapa al Clásico RCN
  - Vencedor d'una etapa a la Volta a Cundinamarca
- 2015
  -  Campió de Colòmbia en ruta
  - Vencedor d'una etapa a la Volta a Boyacá
  - Vencedor d'una etapa a la Volta a la Vall del Cauca
- 2016
  - Vencedor d'una etapa a la Clàssica de Girardot
- 2017
  - 1r a la Clàssica de Fusagasugá i vencedor de 2 etapes
  - Vencedor d'una etapa a la Volta a la Vall del Cauca
- 2018
  - 1r a la Clàssica de Rionegro i vencedor d'una etapa
  - Vencedor d'una etapa a la Volta a l'Equador
- 2019
  - 1r a la Vuelta a la Independencia Nacional i vencedor d'una etapa
  - 1r a la Volta al llac Qinghai
- 2021
  - 1r a la Clásica de Rionegro
  - Vencedor d'una etapa a la Volta a Colòmbia
  - Vencedor d'una etapa a la Volta al Gran Santander
- 2022
  - 1r a la Volta a l'Equador i vencedor d'una etapa
  - Vencedor d'una etapa a la Volta a Colòmbia
  - Vencedor de 2 etapes a la Volta a Guatemala
- 2023
  - 1r a la Volta a l'Equador i vencedor d'una etapa
  - 1r a la Vuelta a Nariño i vencedor d'una etapa
- 2024
  - Vencedor d'una etapa de la Volta a l'Equador

### Resultats al Giro d'Itàlia
- 2013. 94è de la classificació general
- 2014. 75è de la classificació general